# Hardterbroicher Straße 58 (Mönchengladbach)

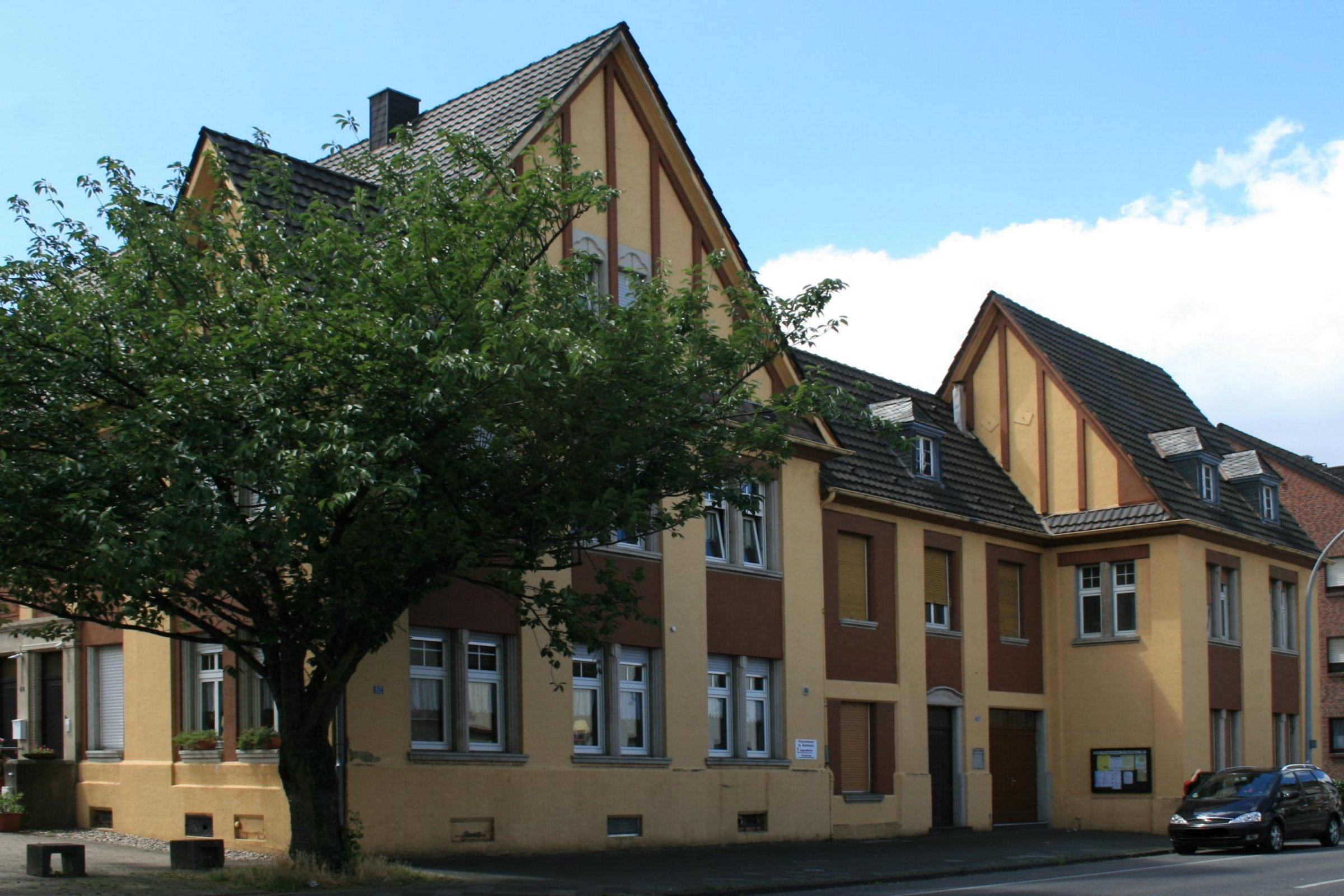
Wohnhaus (2010)

Das Wohnhaus Hardterbroicher Straße 58 steht im Stadtteil Hardterbroich-Pesch in Mönchengladbach (Nordrhein-Westfalen).
Das Gebäude wurde 1913/14 erbaut. Es wurde unter Nr. H 071  am 4. November 1993 in die Denkmalliste der Stadt Mönchengladbach eingetragen.

## Lage
Das Objekt liegt an der den Ortsteil Hermges mit dem Bungtwald verbindenden Hardterbroicher Straße.

## Architektur
Die Gebäude Nr. 58 Jugendheim mit Pfarrsaal, Nr. 60 Kaplanei und Küsterwohnung, Nr. 62 Pfarrkirche und Nr. 64 Pastorat bilden eine bauliche Einheit.
Bei der Nr. 58 handelt es sich um einen traufständigen, zweiachsigen und zweigeschossigen Putzbau unter steilem Satteldach mit zwei Satteldachgauben und Fußwalm an der Giebelseite.